# Lautaro Pastrán
Lautaro Leonel Pastrán Tello (Mendoza, 27 giugno 2002) è un calciatore argentino naturalizzato cileno, attaccante dell'LDU Quito in prestito dal Belgrano.

## Biografia
Ha origini cilene tramite la nonna materna.

## Carriera

### Club
Pastrán ha iniziato a giocare a calcio nel Godoy Cruz per poi passare al River Plate nel 2016. Nel febbraio del 2021 si è trasferito in Cile all'Everton, con cui ha giocato il suo primo incontro ufficiale il 6 maggio 2022 in Coppa Sudamericana contro il San Paolo. Il 27 luglio 2022 ha firmato il suo primo contratto professionistico. Il 1º ottobre seguente ha realizzato il suo primo gol, in Primera División contro il Palestino.
Nell'agosto del 2023 ha fatto ritorno in Argentina firmando con il Belgrano fino al 2026.

### Nazionale
Nel 2022 ha scelto di optare per la nazionalità cilena e l'anno successivo ha ricevuto la prima convocazione in Under-23.

## Statistiche

### Presenze e reti nei club
Statistiche aggiornate al 2 aprile 2024.
| Stagione        | Squadra         | Campionato      | Campionato | Campionato | Coppe nazionali | Coppe nazionali | Coppe nazionali | Coppe continentali | Coppe continentali | Coppe continentali | Altre coppe | Altre coppe | Altre coppe | Totale | Totale | Totale |
| Stagione        | Squadra         | Comp            | Pres       | Reti       | Comp            | Pres            | Reti            | Comp               | Pres               | Reti               | Comp        | Pres        | Reti        | Pres   | Reti   |        |
| --------------- | --------------- | --------------- | ---------- | ---------- | --------------- | --------------- | --------------- | ------------------ | ------------------ | ------------------ | ----------- | ----------- | ----------- | ------ | ------ | ------ |
| 2022            | Everton         | A               | 13         | 1          | CC              | 2               | 0               | CS                 | 2                  | 0                  |             | -           | -           | 17     | 1      |        |
| 2023            | Everton         | A               | 17         | 5          | CC              | 1               | 0               |                    | -                  | -                  |             | -           | -           | 18     | 5      |        |
| 2023            | Belgrano        | PD              | 0          | 0          | CA+CdL          | 0+11            | 0               |                    | -                  | -                  |             | -           | -           | 11     | 0      |        |
| 2024            | Belgrano        | PD              | 0          | 0          | CA+CdL          | 1+4             | 0               |                    | -                  | -                  |             | -           | -           | 5      | 0      |        |
| Totale carriera | Totale carriera | Totale carriera | 30         | 6          |                 | 19              | 0               |                    | 2                  | 0                  |             | -           | -           | 51     | 6      |        |

## Palmarès

### Competizioni nazionali
- Supercoppa ecuadoriana: 1

LDU Quito: 2025